# Kanban

Kanbany pomáhají udržovat stálou úroveň množství zásob. Je odeslán signál k vyrobení a dodání další dávky, neboť materiál byl spotřebován. Tyto signály jsou zaznamenány v cyklu doplňování a umožňují velmi dobrou viditelnost u dodavatele i odběratele.

Kanban (japonsky 看板), doslova znamená "cedule" nebo "billboard", je koncept úzce spojený s principy štíhlé výroby a systémem Just In Time výroby (JIT). Podle jeho zakladatele, Taiičiho Óno, je kanban jedním z prostředků, kterými je dosahováno výsledků JIT.

## Šest pravidel Toyoty
- Neodesílat defektní obrobek k dalšímu zpracování
- Následný proces si vyžádá jen nutné množství polotovaru
- Vyrábět jen přesně tolik, kolik vyžaduje následný proces zpracování
- Přesné nastavení úrovně výroby (Production leveling)
- Kanban je prostředkem k jemnému doladění výrobního procesu
- Stabilizace a racionalizace procesu

## Praktické využití v denním životě

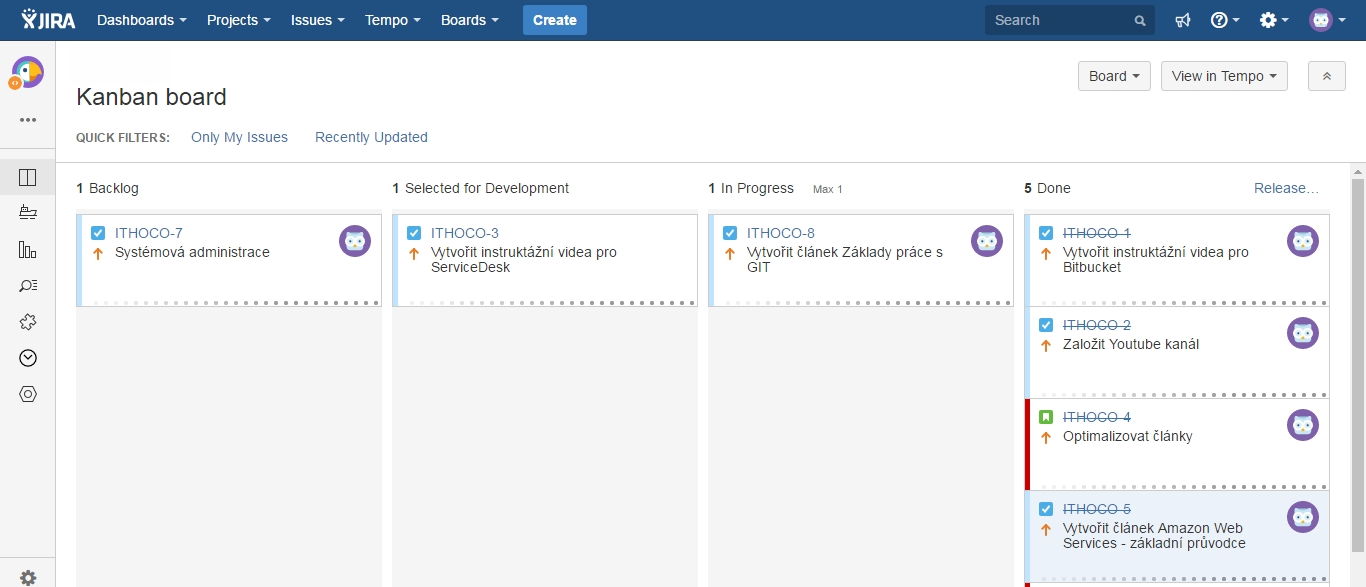
Kanban prostředí jednoho z nejpoužívanějších produktů pro vývoj IT software Jira Agile od firmy Atlassian

V praktickém profesním i osobním životě je Kanban nejčastěji znázorňován jako tabule, která má několik sloupců. Každý sloupec představuje jednu etapu životnosti úkolu. Úkoly se pak přesouvají od levého sloupce k pravému. Mezi typické životní cykly úkolů patří Zásobník, Schváleno, Pracuje se, Dokončeno (volné překlady z anglických termínů Backlog, To Do, In Progress, Done).
Při použití této techniky přesouvání úkolu se výrazně zrychlí proces jejich řešení a zlepší se přehled o jednotlivých činnostech. Tradičně se používají při agilním programování, ale je možné ho použít v jakémkoliv oboru, případně i denním životě.

## Podobné odkazy
- Backflush accounting
- CONWIP
- Výroba
- Material requirements planning (MRP)
- Manufacturing resource planning (MRP II)
- Podnikové plánování
- Supply chain management
- Drum-Buffer-Rope
- Toyota Production System
- Štíhlá výroba
- Vizuální kontrola
- Nepřetržitá výroba
- Kanban board